# Бета Щита
β Щита (лат. β Scuti / β Sct) − спектрально-двойная звезда, которая находится в созвездии Щита на расстоянии приблизительно 690 световых лет от нас. Это вторая по яркости звезда в созвездии. Главный компонент, β Щита А, — жёлтый яркий гигант класса G. Его компаньон, β Щита В, — бело-голубая звезда 4 звёздной величины. Орбитальный период системы составляет 834 дня.